# フランソワの青春
『フランソワの青春』（仏: La Promesse、L'échelle blanche、英: Secret World）は、1969年に公開されたフランスの映画。孤独な少年の恋を絵画的構図で描いた作品。監督はビートルズの専属カメラマンとして知られたロバート・フリーマン。出演はジャクリーン・ビセットなど。
日本では劇場未公開だが、過去にテレビ放映が行われている。

## キャスト
※括弧内は日本語吹替（テレビ版）
- ウェンディ：ジャクリーン・ビセット（沢田敏子）
- フィレンツェ：ジゼル・パスカル
- フランソワ：ジャン・フランソワ・モーラン
- フィリップ：ピエール・ジメール（加藤和夫）
- オリヴィエ：マルク・ポレル

## スタッフ
- 監督：ロバート・フリーマン
- 製作：ジャック・エリック・ストラウス
- 脚本：ジェラール・ブラッシュ
- 撮影：ピーター・ビジウ
- 音楽：アントワーヌ・デュアメル